# Philippine Atmospheric, Geophysical and Astronomical Services Administration

Het Philippine Area of Responsibility (PAR) voor tyfoons

De Philippine Atmospheric, Geophysical and Astronomical Services Administration (meestal afgekort als PAGASA) is een nationaal instituut van de Filipijnen dat meteorologische, astronomische en klimatologische informatie verzamelt en publiceert. Het PAGASA geeft onder andere waarschuwingen voor overstromingen en tyfoons. Ook publiceert het instituut weerberichten.
PAGASA werd opgericht op 8 december 1972 middels presidentieel decreet no. 78.

## Tyfoonwaarschuwingen
Het gebied waarin PAGASA de activiteit van tyfoons in de gaten houdt wordt begrensd door een gebied met de volgende hoekcoördinaten:
25°N 120°E, 25°N 135°E, 5°N 135°E, 5°N 115°E, 15°N 115°E, 21°N 120°E en terug naar het begin.
Indien een tyfoon wordt waargenomen binnen dit gebied, dan wordt elke 6 tot 12 uur een bulletin met de laatste informatie uitgebracht.